# IC 4324
IC 4324 — компактная вытянутая спиральная галактика типа Sbc в созвездии Центавр. Поверхностная яркость — 12,9 mag/arcmin². Этот объект входит в число перечисленных в оригинальной редакции «Нового общего каталога».